# Lazàrevo (Vladímir)
|  | Per a altres significats, vegeu «Lazàrevo». |

Lazàrevo (en rus: Лазарево) és un poble de l'óblast de Vladímir, a Rússia, segons el cens del 2012 tenia 263 habitants. Pertany al districte municipal de Múrom.